# Kivu Lacus
Pour les articles homonymes, voir Kivu (homonymie).
Kivu Lacus est un lac de Titan, satellite naturel de Saturne.

## Caractéristiques
Kivu Lacus est situé près du pôle Nord de Titan, centré sur 87,0° de latitude nord et 121,0° de longitude ouest, et mesure 77,5 km dans sa plus grande longueur. Découvert sur des images prises par la sonde Cassini en 2007, Kivu Lacus fait partie des nombreux lacs qui parsèment la région septentrionale de Titan.

## Observation
Kivu Lacus a été découvert par les images transmises par la sonde Cassini en 2007. Il a reçu le nom du lac Kivu, un lac de la région des Grands Lacs, à cheval sur la République démocratique du Congo et le Rwanda.